# 3414 Шампольйон
3414 Шампольйон (3414 Champollion) — астероїд головного поясу, відкритий 19 лютого 1983 року.
Тіссеранів параметр щодо Юпітера — 3,661.